# Raphael p’Mony Wokorach
Raphael p’Mony Wokorach, M.C.C.J. (Ojigo, 21 de janeiro de 1961) é um prelado ugandês da Igreja Católica, arcebispo de Gulu.

## Biografia
Depois de estudar no Colégio São Carlos Lwanga de Koboko, frequentou durante cinco anos o Seminário Menor de Arua (entre 1975 e 1979) e posteriormente ingressou no Instituto dos Missionários Combonianos do Sagrado Coração de Jesus, emitindo os votos perpétuos em 12 de outubro de 1992. Estudou filosofia no Seminário Maior Nacional dos Mártires de Uganda, em Alokolum (de 1988 a 89) e teologia no Tangaza University College, em Nairóbi (de 1989 a 1993). Possui mestrado em filosofia.
Depois de receber a ordenação presbiteral em 25 de setembro de 1993, na Igreja de Wadelai do bispo de Gulu Martin Luluga, desempenhou os seguintes cargos: pastoral paroquial em Uganda (1993-1994); missionário na República Democrática do Congo, ecônomo da Comunidade Comboniana de Kisangani e formador no postulantado do Instituto (1994-2001); missionário no Togo e formador de postulantes combonianos (2001-2003); missionário em Chicago, Estados Unidos, e formador no Comboni International Theologian (2003-2007); missionário em Nairóbi, Quénia, formador e professor no Tangaza University College (2007-2015); membro do Conselho Provincial do Quênia e vice-provincial (2011-2013); visitador apostólico da Congregação Apostles of Jesus de 2015 a 2018 e de 2018 a 2021, Comissário Pontifício da mesma Congregação, radicado em Nairóbi, Quênia.
Em 31 de março de 2021 foi nomeado pelo Papa Francisco como bispo de Nebbi. Recebeu a ordenação episcopal em 14 de agosto seguinte na do Imaculado Coração de Maria de Nebbi, por John Baptist Odama, arcebispo de Gulu, coadjuvado por Luigi Bianco, núncio apostólico em Uganda, Giuseppe Filippi, M.C.C.J., bispo de Kotido e pelo bispo de Lira e seu antecessor, Sanctus Lino Wanok.
Em 22 de março de 2024, o Papa Francisco o elevou a arcebispo da Arquidiocese de Gulu.